# 胡登跳
胡登跳（1926年5月11日—1995年7月13日），字宣清，男，汉族，浙江宁海人，中国作曲家，上海音乐学院教授，曾任上海音乐家协会副主席。
1932年入读宁海遗惠小学。1938年入读宁海中学初中。1943年入读宁海中学高中，1946年毕业。1949年入读今上海音乐学院。1955年留校任教。1984年8月任民乐系主任。1993年11月退休。1995年7月13日在杭州病逝。
1960年代创立“丝弦五重奏”的民族室内乐演奏形式，固定由二胡、琵琶、扬琴、古筝、柳琴（中阮）组成，并创作、改编移植了35首丝弦五重奏曲目。著有《民族管弦乐法》51万字，1962年初稿，1978年修订，1982年5月上海文艺出版社出版，1997年11月上海音乐出版社再版。1969年3月在上海京劇院参与创作样板戏《龙江颂》。
兄胡登健。

## 延伸閱讀
- 成公亮，《秋籟居憶舊》，〈老師之一：胡登跳、嚴慶祥〉， (北京: 中華書局)，2015: 175–180，ISBN 9787101107050。
- 沈云芳，《胡登跳“丝弦五重奏”的音乐创作观念及存在价值》，（广州：华南理工大学出版社），2017年8月，9787562353515